# Българска Толидска епархия
Българската Толидска епархия (на английски: Bulgarian Diocese of Toledo) е сред трите етнически епархии на Православната църква в Америка. Седалището на епархията е в град Росфърд (регион Голямо Толидо), щата Охайо, САЩ.

## История
Епархията е създадена като Българска епархия в изгнание (Bulgarian Diocese in Exile) в 1963 година от български емигрантски общини, които, начело с архимандрит Кирил Йончев, не са съгласни с връщането на Българската задгранична епархия, начело с епископ Андрей Велички, в лоното на Българската православна църква, тъй като тя е смятана за подвластна на комунистическия режим в България. Македонската патриотична организация подкрепя архимандрит Кирил. Тези общини се присъединяват към Руската православна църква зад граница, чийто глава митрополит Филарет на 9 август 1964 година ръкополага архимандрит Кирил за епископ на Толидо и Торонто.
В 1976 година епискор Кирил и епархията му напускат Руската задгранична църква и се присъединяват към Православната църква в Америка.

## Епископи
В състава на Руската православна църква зад граница
| Име   | Управление                       | Бележка                                 | Години      |
| Кирил | 9 август 1964 – 20 декември 1976 | от архимандрит на БПЦ, в епископ на ПЦА | 1920 - 2007 |

В състава на Православната църква в Америка
| Име                | Управление                       | Бележка             | Години      |
| Кирил Йончев       | 20 декември 1976 – 17 юли 2007 † | от епископ на РПЦЗГ | 1920 - 2007 |
| Герман Свайко      | 17 юни 2007 — 4 септември 2008   | временноуправляващ  | 1932 -      |
| Мелхиседек Плеска  | 4 септември 2008 — 5 май 2012    | временноуправляващ  | 1942 -      |
| Александър Голицин | от 5 май 2012                    |                     | 1948 -      |

## Енории
| Енория                    | Енория                                                    | Град                    | Щат            |
| „Свети Георги“            | St. George Macedono-Bulgarian Orthodox Cathedral          | Росфърд (Голямо Толидо) | Охайо          |
| „Свети Дух“               | Holy Ghost Macedono-Bulgarian Orthodox Church             | Йънгстаун               | Охайо          |
| „Св. св. Кирил и Методий“ | Sts. Cyril & Methodius Macedono-Bulgarian Orthodox Church | Лорейн                  | Охайо          |
| „Св. св. Кирил и Методий“ | Sts. Cyril & Methody Macedono-Bulgarian Orthodox Church   | Гранит Сити             | Илинойс        |
| „Свети Илия“              | St. Elia the Prophet Macedono-Bulgarian Orthodox Church   | Акрън                   | Охайо          |
| „Свети Никола“            | St. Nicholas Macedono-Bulgarian Orthodox Church           | Форт Уейн               | Индиана        |
| „Свети Климент Охридски“  | St. Kliment of Ochrid Bulgarian Orthodox Church           | Лос Анджелис            | Калифорния     |
| „Свети Йоан Рилски“       | St. John of Rila Bulgarian Orthodox Church                | Маклеън                 | Вирджиния      |
| „Света Мария Магдалина“   | St. Mary Magdalene Orthodox Church                        | Фентън                  | Мичиган        |
| „Свети Николай“           | St. Nikolai Orthodox Church                               | Луисвил                 | Охайо          |
| „Свети Николай“           | St. Nicholas Orthodox Church                              | Бъртън                  | Мичиган        |
| „Свети Йоан Кръстител“    | St. John the Baptist Orthodox Church                      | Лос Анджелис            | Калифорния     |
| „Свети Георги“            | St. George Orthodox Church                                | Вашингтон               | Окръг Колумбия |
| „Свети Кръст“             | Holy Cross Orthodox Monastery                             | Кастро Вали             | Калифорния     |
| „Свети Андрей“            | St. Andrew the Apostle Orthodox Mission                   | Северен Холивуд         | Калифорния     |
| „Преображение Господне“   | Holy Transfiguration Orthodox Mission                     | Еймс                    | Айова          |